# Compsobracon plicatus
Compsobracon plicatus är en stekelart som först beskrevs av Cresson 1865.  Compsobracon plicatus ingår i släktet Compsobracon och familjen bracksteklar. Inga underarter finns listade i Catalogue of Life.